# イタリアのトルコ人
『イタリアのトルコ人』（伊: Il Turco in Italia）は、ロッシーニが1814年に作曲したオペラ・ブッファ。ミラノのスカラ座で初演された。
- 原曲名：Il Turco in Italia
- 台本：フェリーチェ・ロマーニ
- 演奏時間：序曲8分、第1幕1時間10分、第2幕1時間
- 初演：1814年8月14日、スカラ座

## 作曲の経緯と作品の特徴
ロッシーニは以前に『アルジェのイタリア女』でイタリア女性を主人公にしたナンセンスかつコミカルなオペラ・ブッファを作曲し、大成功を収めていたが、今度はトルコ男の視点からオペラ・ブッファを書こうと決意していた。
しかし、この作品は『アルジェのイタリア女』とは異なり、詩人というドラマの進行役を中心に、トルコ男に恋する浮気な女性と、その女性を囲む男性たちとの間での仮面舞踏会によるアイデンティティー喪失状態で起きる愛の悲喜劇を描くという哲学的な台本で構成されている。このロマーニの台本は、詩人という物語進行役をそろえることで、メタオペラ的な台本に仕上がっていることは前衛的な試みとも言えよう。
しかし、このような構成の大きな違いにもかかわらず、初演時は『アルジェのイタリア女』の二番煎じではないかという理由から正当な評価を受けなかったとされ、この作品の真価が認められるようになるのは1970年代のことである。

## 編成

### 登場人物
- セリム（航海中のトルコの王子）…バス
- ドンナ･フィオリッラ（ドン・ジェローニオの妻）…ソプラノ
- ドン・ジェローニオ（ドンナ・フィオリッラの夫）…バス
- ドン・ナルチーゾ（ドンナ・フィオリッラの熱き崇拝者）…テノール
- 詩人プロスドーチモ（ドン・ジェローニオの知人）…バリトン
- ザイーダ（セリムの以前の恋人、今はジプシー）…メゾソプラノ
- アルバザール（初めはセリムの友人、今はジプシーでザイーダの友人）…テノール

### 管弦楽
- フルート2
- オーボエ2
- クラリネット2
- ファゴット2
- ホルン2
- トランペット2
- トロンボーン
- ティンパニー
- 大太鼓
- シンバル
- 弦五部
  - 第1ヴァイオリン
  - 第2ヴァイオリン
  - ヴィオラ
  - チェロ
  - コントラバス
- レシタティーヴォ用のピアノ・フォルテ・チェロ
- 混声合唱

### 音楽ナンバー
全2幕の16のナンバーで構成される。
- 序曲

第1幕
- No.1　導入曲（ザイーダ、アルバザール、プロドーチモ、合唱）"Nostra patria è il mondo intero"（第１場）
- No.2　カヴァティーナ（ジェローニオ）"Vado in traccia d'una zingara"（第３場）
- No.3　カヴァティーナ（フィオリッラ）"Non si dà follia maggiore"（第５場）
  - 合唱"Voga, voga, a terra, a terra"（第５場）
  - カヴァティネッタ（セリム）"Cara Italia, alfin ti miro"（第６場）
  - 二重唱（フィオリッラ、セリム）"Serva!" – "Servo"（第６場）
- No.4　三重唱（プロスドーチモ、ジェローニオ、ナルチーゾ）"Un marito – scimunito!"（第８場）
- No.5　四重唱（フィオリッラ、セリム、ジェローニオ、ナルチーゾ）"Siete Turchi: non vi credo"（第９場）
- No.6　二重唱（ジェローニオ、フィオリッラ）"Per piacere alla signora"（第13場）
- No.7　フィナーレ（全員、合唱）"Gran meraviglie"（第15場）

第2幕
- No.8　二重唱（セリム、ジェローニオ）"D'un bell'uso di Turchia"（第２場）
- No.9　合唱とカヴァティーナ（フィオリッラ）"Non v'è piacer perfetto" – "Se il zefiro si posa"（第４場）
- No.10　二重唱（セリム、フィオリッラ）"Credete alle femmine"（第７場）
- No.11　レチタティーヴォ・アッコンパニャートとアリア（ナルチーゾ）"Intesi, ah! Tutto intesi" – "Tu seconda il mio disegno"（第８場）
- No.12　アリア（アルバザール）"Ah! sarebbe troppo dolce"（第10場）
- No.13　合唱"Amor la danza mova"（第11場）
- No.14　五重唱（ジェローニオ、ナルチーゾ、ザイーダ、セリム、フィオリッラ、合唱）"Oh! guardate che accidente!"（第11場）
- No.15　レチタティーヴォ・アッコンパニャートとアリア（フィオリッラ、合唱）"I vostri cenci vi mando“ – „Squallida veste, e bruna"（第16場）
- No.16　フィナーレ（全員、合唱）"Son la vite sul campo appassita"（第18場）

## あらすじ

### 第1幕
初めにナポリ近郊にあるジプシーたちのキャンプ。
ジプシーの一人ザイーダはトルコの王子セリムが行方不明で婚約が破綻した事を嘆いている。他方詩人も喜劇を書かないといけないのに適当な題材が見つからないで困っている。しかし詩人はジプシーたちのキャンプにおける色彩的な導入部的場面にインスピレーションをえて人間生活そのものに物語を書かせ作品の登場人物を詩人自身の周辺人物に設定することを決意する。そして詩人の観察眼はだまされやすいドン・ジェローニオとその美しいが気まぐれな若い妻ドンナ・フィオリッラに向けられる。ドン・ジェローニオは妻の浮気性に絶望し星占いに通じたザイーダにアドヴァイスを求めるが、ザイーダは他のジプシー同様に妻に不貞の疑惑を抱く疑り深いドン・ジェローニオをからかう。
一方、フィオリーラの方も単調な結婚生活を嘆いており、ちょうどそのときにトルコの王子がイタリア観光のためにナポリを視察しているとの情報を得て、良い恋のチャンスと胸をときめかせる。フィオリッラはトルコの王子セリムを見て一目ぼれ。セリムのほうもイタリア女性に興味を抱く。ドン・ジェローニオは詩人とフィオリーラの熱烈な崇拝者であるドン・ナルチーゾからそのことを聞かされ、このトルコ男こそがかつてザイーダの恋人だった王子セリムであることが明らかになると、登場人物の割り振りが詩人にとって好都合な方向へと向かい、詩人は大喜び。詩人はそこから嫉妬する夫、気まぐれな妻、彼女の情熱的崇拝者ナルチーゾと、引き離された恋人ザイーダとセリム王子という図式を脳裏に思い描く。
ドン・ジェローニオの家で、セリムとフィオリッラがコーヒーを飲みながら愛を語っている。ドン・ジェローニオは怒り心頭に発して帰宅するがジェローニオ自身が怖気づいてしまったことと、フィオリッラの疑問の余地を与えない威厳に満ちた態度に打ち負かされ、セリム王子に対し鄭重に振舞わざるを得なく為す。
ドン・ナルチーゾが嫉妬に燃えてやってきて、ドン・ジェローニオの夫としての態度の弱弱しさに憤慨。混乱の中、セリム王子とフィオリッラは海岸でデートの約束をする機会を見つける。この四重唱に詩人は満足な様子で妻とふたりきりで取り残されたドン・ジェローニオは威厳を取り戻そうと努めるがフィオリッラは怒りの爆発に対処する方法を熟知している。
セリム王子は、フィオリッラとふたりでトルコに逃避行に出るため浜辺で待っている。しかし、詩人がセリム王子の元恋人であるザイーダが再会するチャンスを与えてしまうとセリムの中に昔の情熱の火がともされる。しかし第1幕の終わりで全ての複雑な状況が単純な形で終結してしまおうかというときに、フィオリッラとドン・ナルチーゾ及びドン・ジェローニオもまた浜辺に姿を現し詩人は安堵する。二人の女の火の出るような争いと皆の心の中に昂じた嫉妬の情が曝け出され、詩人に恐ろしく混乱したフィナーレを作らせることとなる。

### 第2幕
いまや再びフィオリッラに対してだけ心がときめいている様に思うセリム王子はドン・ジェローニオに対し、トルコの慣習に従い彼の美しい妻を金で買おうとしつこく迫る。そしてそれが出来なければ彼女を誘拐するだけだと脅す。ドン・ジェローニオはどうしてもフィオリッラを失いたくないと思い、ライヴァルたちも互いに罵りあいながら去っていく。誇り高いフィオリッラがザイーダに、セリム王子は選択を迫られたらば自分を選ぶに違いない事を証明して見せようとする。しかし、そのときになってみるとセリム王子はなかなか決断できない状況に追い込まれる。元の恋人の優柔不断ぶりに落胆してザイーダは舞台を去りフィオリッラはもう一度セリムを誘惑する機会に恵まれる。
詩人はドン・ジェローニオに、フィオリッラの誘拐が実際に計画されていることを警告する。仮面舞踏会に乗じてセリム王子はフィオリッラと逃亡することになっているというのだ。しかし、詩人は対策を練っている。それはザイーダとドン・ジェローニオがそれぞれフィオリッラとセリム王子とまったく同じトルコの服を着て仮面舞踏会に紛れ込み誘拐を阻止しようとする言うもの。ドン・ナルチーゾはこの会話を聞き、フィオリッラとの幸せの全ての望みが絶たれたことを悟る。ドン・ナルチーゾもまたトルコ人に変装することを決意する。
舞踏会では仮面をつけた登場人物たちが混ざり合う。フィオリッラはドン・ナルチーゾの腕に寄りかかり、セリム王子は間違ってザイーダの腕をつかむ。カップルはお互いに愛を誓い合う。しかし当惑したドン・ジェローニオは外からはセリム王子とフィオリッラのカップルと見間違えてしまう。変装した二組のカップルを目の前に見てしまい、憤慨してしまったドン・ジェローニオはカップルたちに仮面を取るように要求するが誰も言うことを聞かない。仮面をつけた人物たちの騒々しい五重唱を喜んだ詩人は、本物のトルコ男と逃げることで物語を終わらせようと考えるが、フィオリッラは遊びに疲れて彼女の賛美者ナルチーゾとともにイタリアに留まろうと決心する。更にセリム王子は全面的にザイーダの腕に戻ることとなる。こうしてこの作品はハッピーエンドとなり詩人は満足する。